# إله الحرب: راجناروك
إله الحرب: راجناروك (بالإنجليزية: God of War: Ragnarök) هي لعبة فيديو من نوع أكشن ومغامرات، من تطوير إس سي إي سانتا مونيكا ستوديو وإصدار شركة سوني إنتراكتيف إنترتينمنت، صدرت اللعبة في 9 نوفمبر 2022 على أجهزة بلاي ستيشن 5 وبلاي ستيشن 4، وهي الجزء التاسع من سلسلة ألعاب إله الحرب، تدور أحداث اللعبة عن الأساطير الإسكندنافية في النرويج، وتحتوي اللعبة على ترجمة ودبلجة للغة العربية.

## الاستقبال
وفقًا لموقع مجمع التقييمات ميتاكريتيك، تلقت اللعبة «إشادة عالمية»، حصلت متوسط تقييم 94 من 100.
| استقبال |             |
| --- | ----------- |
| مجموع النقاط المجموع نقاط ميتاكريتيك 94/100 نتائج المراجعة نشرة نقاط دستركتويد 9/10 [ 13 ] إلكترونك غيمينغ مونثلي [ 14 ] يورو غيمر Recommended [ 15 ] غيم إنفورمر 9.5/10 [ 16 ] غيم سبوت 9/10 [ 17 ] غيمز رادار [ 18 ] آي جي إن 10/10 [ 19 ] شاك نيوز 9/10 [ 20 ] |             |
| مجموع النقاط |             |
| المجموع | نقاط        |
| ميتاكريتيك | 94/100      |
| نتائج المراجعة |             |
| نشرة | نقاط        |
| دستركتويد | 9/10        |
| إلكترونك غيمينغ مونثلي | [ 14 ]      |
| يورو غيمر | Recommended |
| غيم إنفورمر | 9.5/10      |
| غيم سبوت | 9/10        |
| غيمز رادار | [ 18 ]      |
| آي جي إن | 10/10       |
| شاك نيوز | 9/10        |

### المبيعات
أصبحت اللعبة أسرع لعبة الطرف الأول مبيعًا في تاريخ بلايستشين، حيث بيعت 5.1 مليون وحدة في أسبوعها الأول. بحلول فبراير 2023، باعت اللعبة 11 مليون وحدة حول العالم. والتي ارتفعت إلى أكثر من 15 مليون وحدة بحلول 19 نوفمبر 2023.

## ملخص القصة
تدور أحداث اللعبة في عالم مبني على الميثولوجيا الإسكندنافية، وتبدأ بعد ثلاث سنوات من أحداث اللعبة السابقة. وعلى عكس اللعبة الأولى، يتاح للاعب زيارة جميع العوالم التسعة المبنية على الأساطير الاسكندنافية كجزء من قصة اللعبة. مدكارد التي أصبحت ارضًا قاحلة ومتجمدة هي العالم الرئيسي في اللعبة، إذ مرت بفترة شتاء دامت لمدة ثلاث سنوات نتيجة لفيمبولوينتر (الشتاء العظيم). وبحيرة التسعة، التي كان من الممكن الوصول إليها سابقًا عبر قارب، اكتست بالجليد، حيث يستخدم كراتوس عربة جر وكلبين للتنقل. توجد ممالك عائدة الأخرى هي آلفهايمير موطن جنيات النور والظلام، وهيلهايم أرض الموتى المتجمدة، ويوتونهايم أرض العمالقة، والمملكة المتقدة موسبلهايم ومملكة الضباب نيفلهايم التي أصبحت الآن مغطاة بالجليد. تشمل اللعبة ممالك ثلاثة جديدة وهي، سفارتالفهايم مأوى الأقزام؛ فاناهيمر الموطن الأخضر لآلهة فانير والذئاب العملاقة سكول وهاتي، وأسكارد الموطن المتواضع لآلهة إيسير الذي يتم زيارته فقط كجزء من القصة ولا يمكن الوصول إليه بعد انتهائها.

## روابط خارجية
إله الحرب: راجناروك على موقع IMDb (الإنجليزية)